# Laurence Sailliet
Laurence Sailliet, née le 1er mars 1973 à Thionville (Moselle), est une femme politique et chroniqueuse de télévision française. De 2023 à 2024, elle est députée européenne pour Les Républicains (LR).

## Biographie
Diététicienne-nutritionniste, elle exerce en libéral à Pau, Paris et en Espagne.
En 2002, elle rejoint l'Union pour un mouvement populaire (UMP), qui évolue ensuite pour devenir le parti des Républicains. Elle est déléguée de son parti en Espagne et au Portugal. 
Laurence Sailliet milite au MEDEF jusqu'en 2007. La même année, elle se présente sous les couleurs de l'UMP face au socialiste sortant David Habib dans la troisième circonscription des Pyrénées-Atlantiques ; elle est qualifiée pour le second tour mais est ensuite battue.
En 2011, elle est nommée au bureau politique de son parti. En 2012 et 2017, elle est à nouveau candidate à la députation, cette fois dans la cinquième circonscription des Français établis hors de France. En 2017, elle annonce sa candidature aux élections pour la présidence du parti,, mais elle se retire faute de suffisamment de soutien. Elle devient ensuite la porte-parole de sa formation politique dirigée par Laurent Wauquiez.
Elle est placée à la 10e position de la liste Les Républicains pour les élections européennes de 2019 et n'est pas élue. La même année, elle démissionne de ses fonctions au sein du parti. Elle renonce à son adhésion au groupe politique. 
En 2019, elle devient chroniqueuse dans l'émission de télévision Balance ton post ! animée par Cyril Hanouna,,,, et se consacre à l'écriture de chroniques, puis travaille au ministère de la Défense[réf. nécessaire].
En 2021, elle est chroniqueuse dans Touche pas à mon poste ! sur C8.
Elle soutient le président de la République sortant Emmanuel Macron à l'élection présidentielle de 2022. 
Placée en 10e position sur la liste Les Républicains pour les élections européennes de 2019, elle devient députée européenne en remplacement d’Agnès Evren, le 24 septembre 2023. Elle rejoint le groupe du Parti populaire européen,.
Elle est chroniqueuse dans le talk-show Face à Hanouna en 2024 sur C8 et intervient ponctuellement depuis cette même année dans Morandini Live sur CNEWS.
Elle est la candidate officielle pour Les Républicains dans la première circonscription de Paris aux élections législatives anticipées de 2024. Elle est éliminée dès le premier tour en obtenant 5,53 % des voix.
Elle soutient Laurent Wauquiez lors du congrès l'opposant à Bruno Retailleau pour la présidence de LR en 2025.